# Église Holy Trinity de Maple Grove
L'église Holy Trinity de Maple Grove est une église anglicane situé dans le hameau de Maple Grove de la municipalité d'Irlande au Québec (Canada). Elle a été citée immeuble patrimonial par la municipalité d'Irlande en 2003.